# Euploea astraea
Euploea astraea är en fjärilsart som beskrevs av Moore 1883. Euploea astraea ingår i släktet Euploea och familjen praktfjärilar. Inga underarter finns listade i Catalogue of Life.